# Термомодернизация
Термомодернизация зданий — это комплекс энергоэффективных мероприятий от проведения энергоаудита, установки энергоэффективного и регулирующего оборудования до утепления наружных стен, которые значительно сокращают энергопотребление населением.
Приведение существующего здания только к минимальным современным требованиям по утеплению и требованиям к инженерным системам, позволяет сэкономить до 70 % на отоплении и горячем водоснабжении
Термомодернизация состоит из нескольких этапов: дополнительное утепление дома с обязательной модернизацией системы отопления. В большинстве случаев утепления без модернизации системы отопления не дает положительного результата в экономии и даже наоборот — может привести к увеличению энергопотребления. Также во время термомодернизации модернизируют системы освещения и горячего водоснабжения.
Основные этапы термомодернизации
- Проведение энергоаудита;
- Установка энергоэффективного оборудования;
- Установка счетчика;
- Установка регулирующего оборудования: тепловой пункт, балансировочные клапаны, радиаторные терморегуляторы;
- Утепление[4].